# Коротецький Ігор Олександрович
І́гор Олекса́ндрович Короте́цький (нар. 13 вересня 1987, Харків) — український футболіст, захисник. У минулому — гравець юнацьких збірних команд України різних вікових категорій та молодіжної збірної України.

## Клубна кар'єра
Розпочинав навчатися футболу у дитячо-юнацькій спортивній школі № 13 рідного Харкова, а вже 2001 року переїхав до Донецька, де продовжив навчання у футбольній академії «Шахтаря». У липні 2004 року почав виступи у складі другої команди «Шахтаря», що змагалася у першій лізі чемпіонату України. Наприкінці 2005 року декілька разів потрапляв до заявки на гру основної команди донецького клубу і навіть дебютував у матчах вищої ліги національної першості, вийшовши на заміну у матчі «Шахатаря» проти дніпропетровського «Дніпра» 27 листопада 2005 року.
Першу частину сезону 2006—2007 провів в оренді у складі криворізького «Кривбаса», після чого повернувся до «Шахтаря». Планам закріпитися в основі донецької команди справдитися не судилося, оскільки у березні 2007 гравець надовго вибув із гри, отримавши у товариському матчі у складі молодіжної збірної України важку травму — перелом ноги та розрив зв'язок.
Відновлення після травми зайняло майже рік — наступну гру Коротецький провів лише у лютому 2008 року, у складі луганської «Зорі», до якої він прєднався на умовах оренди. 2008 рік провів у Луганську, а першу половину 2009 — у складі маріупольського «Іллічівця», теж на умовах оренди.
На початку сезону сезону 2009—2010 контракт з гравцем уклав донецький «Металург», і цього разу на умовах орендного договору з «Шахтарем».
Протягом 2011—2013 років Коротецький виступав за луганську «Зорю». На початку 2013 року став гравцем запорізького «Металурга», де грав два роки, після чого в кінці 2014 року на правах вільного агента покинув клуб..
У лютому 2015 року перейшов у «Говерлу». У квітні достроково припинив співпрацю з ужгородським клубом.
У липні 2015 року перейшов в туркменський «Ахал». Контракт розрахований на 1 рік. Дебютував у чемпіонаті Туркменістану 16 серпня 2015 року в матчі проти «Алтин Асира» (1:1) і відзначився голом.
У березні 2016 року став гравцем «Геліоса», але наприкінці того ж року залишив харківську команду.

## Виступи за збірні
Почав викликатися до збірних команд України у 15-річному віці. Дебют у складі збірної юнаків віком до 16 років відбувся 19 червня 2003 року у грі проти турецьких однолітків (перемога 2:0). За збірні України до 17 років (U16 та U17) загалом відіграв 14 ігор, ще стільки ж — у складі збірних юнаків до 19 років (U18 та U19).
З жовтня 2006 року виступав у складі Молодіжної збірної України, став капітаном команди. Однак, не в останню чергу через травму та фактично пропущений рік ігрової практики, відіграв за «молодіжку» лише 8 ігор.